# Nikita Dragun
Nikita Dragun (* 31. Januar 1996 in Belgien, bürgerlicher Name Nikita Nguyen) ist eine US-amerikanische Webvideoproduzentin, Maskenbildnerin und Model.

## Frühes Leben und Bildung
Nikita Dragun wurde in Belgien geboren und besuchte die Highschool in Virginia. Sie ist vietnamesischer und mexikanischer Abstammung und outete sich als Transfrau, als sie aufs College kam. In mehreren von Draguns YouTube-Videos spricht sie offen über ihre Transition. Dragun berichtete, dass sie im College einen gefälschten Ausweis mit dem Namen Nicole bekommen hatte und als Frau wahrgenommen wurde.
Später beschloss Dragun, nach Los Angeles zu ziehen, und wurde am Fashion Institute of Design & Merchandising aufgenommen, wo sie ihren Abschluss in Betriebswirtschaft machte. Sie sagte: „Zu dieser Zeit war ich sehr Hannah Montana. Ich kam in die Klasse, und wir sprachen über Influencer und Markengeschäfte, und mein Gesicht erschien auf dem Bildschirm, und sie fingen an, über mich zu reden! Sie hatten keine Ahnung, dass ich in der Klasse saß. Ich wollte nie, dass es jemand erfährt.“

## Karriere
Dragun meldete sich im Februar 2013 bei YouTube an. Sie sagte: „Zu dieser Zeit begann ich, kleine Markendeals zu bekommen … Das war auch der Zeitpunkt, an dem ich beschloss, Instagram und YouTube ernst zu nehmen.“ Im Jahr 2015, als sie noch in Los Angeles lebte, outete sie sich als Transgender.
Als Reaktion auf die Kommentare von L Brands Chief Marketing Officer Ed Razek, dass Transfrauen nicht in die Victoria’s Secret Fashion Show einbezogen werden sollten, weil „die Show eine Fantasie ist“, twitterte Dragun ein Video von sich selbst, wie sie Dessous modelte. In dem Tweet argumentiert Dragun, dass Transfrauen eben doch in der Lage seien, eine Fantasie zu vermitteln.
Im März 2019 kündigte sie eine Make-up-Linie an: Dragun Beauty. Neben dem Mainstream-Markt richtet sich die Kosmetiklinie auch an die Transgender-Gemeinschaft. Alle Produkte seien vegan und ohne Tierversuche, was auch der Grund ist, warum Nikita sich entschied, ihre Marke unabhängig auf den Markt zu bringen. Im Juni 2019 wurde Dragun im LGBT-Radionetzwerk Channel Q zu ihrer Make-up-Marke interviewt, wo sie ihre Reise als Transfrau, die ihre Marke aufbaute, als Inspiration für Dragun Beauty und ihre Produkte anführte.
Im September 2019 wurde bekannt gegeben, dass Nikita in ihrer eigenen Dokumentation Nikita Unfiltered die Hauptrolle spielen würde. In der Serie geht es um Dragun auf ihrer Suche nach Liebe, „einem anderen Weg“ in ihrer Karriere, und ihren Ruhm als Transfrau. Die Serie feierte am 21. März 2020 Premiere auf Snapchat.
Im Dezember 2021 wurde Nikita von der Polizei aufgrund einer richterlichen Anordnung in das Riverside Behavioral Health Center in Virginia (psychiatrische Klinik) eingeliefert
Am 7. November 2022 wurde Nikita in einem Hotel in Miami verhaftet und wegen Körperverletzung eines Polizisten angeklagt, nachdem sie sich in einem Hotel stundenlang für Unruhe gesorgt hatte. Das Hotelpersonal hatte die Polizei gerufen, nachdem Nikita sich äußerst ungebührlich verhalten und für Unruhe gesorgt hatte.

## Filmografie

### Fernsehen
| Jahr | Titel                                | Rolle         | Anmerkungen                    |
| ---- | ------------------------------------ | ------------- | ------------------------------ |
| 2019 | The Real Housewives of Beverly Hills | Nikita Dragun | Episode: „The Show Must Go On“ |
| 2022 | Hype House                           | Nikita Dragun | 8 Episoden                     |

### Webserien
| Jahr      | Titel                                 | Rolle            | Anmerkungen                              |
| --------- | ------------------------------------- | ---------------- | ---------------------------------------- |
| 2018–2019 | Escape the Night                      | The Troublemaker | Hauptrolle; 14 Episoden                  |
| 2020      | Nikita Unfiltered                     | Nikita Dragun    | 10 Episoden                              |
| 2020      | Instant Influencer with James Charles | Nikita Dragun    | Episode: „I Have to Apologize for This…“ |

### Musikvideos
| Jahr | Titel                    | Künstler                                |
| ---- | ------------------------ | --------------------------------------- |
| 2018 | Heart to Break           | Kim Petras                              |
| 2018 | That Bih                 | Qveen Herby                             |
| 2019 | Best Friend’s Ass        | Dimitri Vegas & Like Mike, Paris Hilton |
| 2019 | Fuck It Up               | Iggy Azalea, Kash Doll                  |
| 2020 | Malibu (At Home Edition) | Kim Petras                              |
| 2020 | Baby, I'm Jealous        | Bebe Rexha ft. Doja Cat                 |

## Auszeichnungen und Nominierungen
| Jahr | Nominierung                | Kategorie                            | Ergebnis  |
| ---- | -------------------------- | ------------------------------------ | --------- |
| 2019 | Streamy Awards             | Beauty                               | Gewonnen  |
| 2019 | E! People’s Choice Award   | The Beauty Influencer of 2019        | Nominiert |
| 2019 | American Influencer Awards | Makeup Influencer of the Year        | Nominiert |
| 2019 | American Influencer Awards | Modelland Smize Award                | Gewonnen  |
| 2020 | Shorty Awards              | Best in Beauty                       | Gewonnen  |
| 2020 | E! People’s Choice Awards  | The Beauty Influencer of 2020        | Nominiert |
| 2020 | Streamy Awards             | Show of the Year (Nikita Unfiltered) | Nominiert |
| 2020 | Streamy Awards             | Documentary (Nikita Unfiltered)      | Nominiert |
| 2020 | Streamy Awards             | Creator Product (Dragun Beauty)      | Nominiert |